# Bawtry
Bawtry è un paese di 1.149 abitanti della contea del South Yorkshire, in Inghilterra.